# Władysław Sołowij
Władysław Sołowij, ps. „Jan Falk” (ur. 11 czerwca 1902 w Kamionce, zm. 1 kwietnia 1960) – uczestnik powstań śląskich.

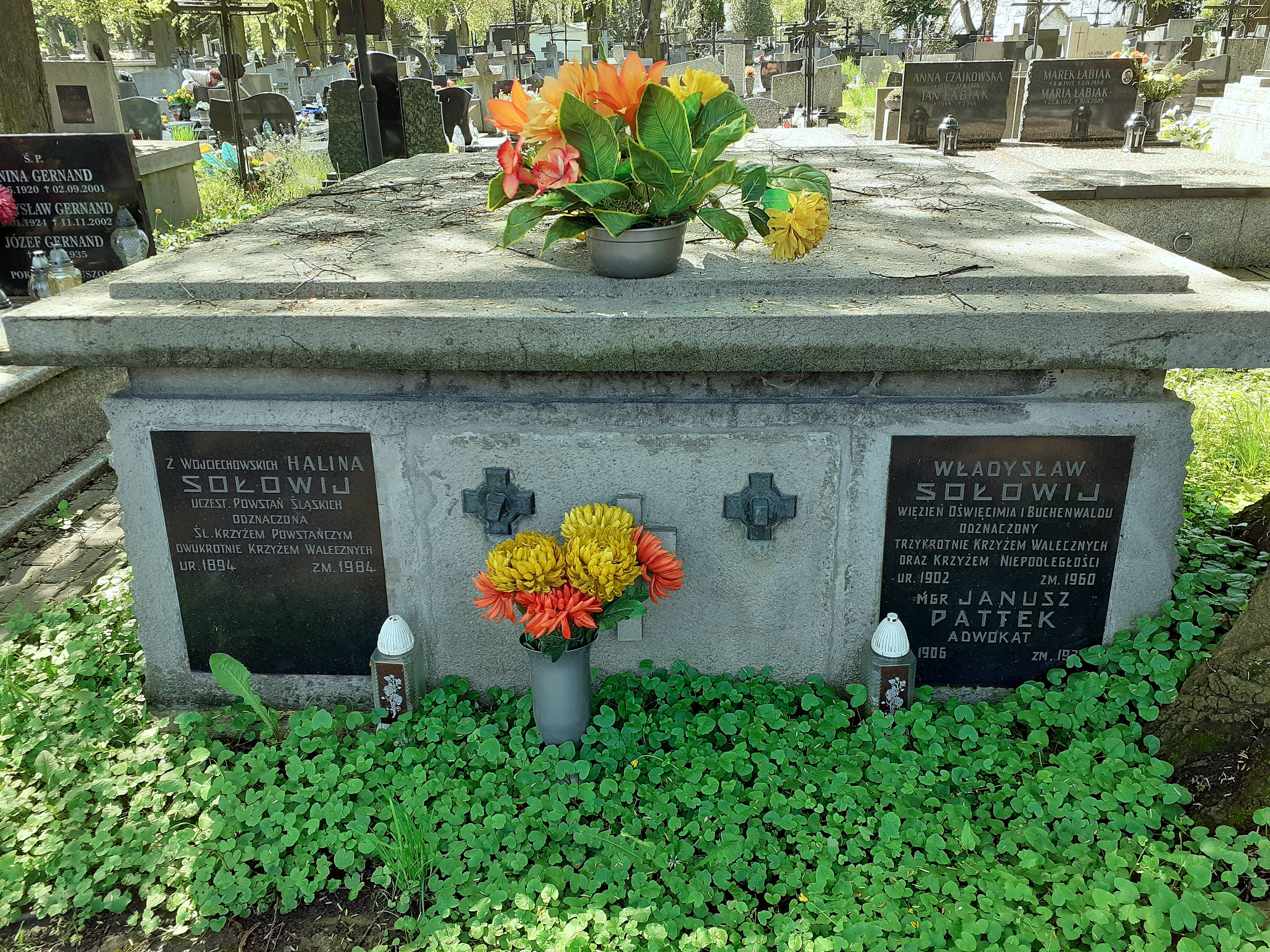
Grobowiec Władysława i Heleny Sołowijów

## Życiorys
Urodził się 11 czerwca 1902 w Kamionce.
Należał do harcerstwa i do Polskiej Organizacji Wojskowej. Podczas powstań śląskich był dowódcą powstańczym. Posługiwał się pseudonimem „Jan Falk”. Studiował na Politechnice Lwowskiej.
Zmarł 1 kwietnia 1960. Został pochowany na cmentarzu Pobitno w Rzeszowie.
Jego żoną została Halina Wojciechowska (1894-1984), także uczestniczka powstania śląskiego. Mieli córkę

## Odznaczenia
- Krzyż Walecznych (trzykrotnie)[2]
- Krzyż Niepodległości[2]